# Mesa de los Tres Reyes
Mesa de los Tres Reyes (spanska) eller Hiru Erregeen Mahaia (baskiska) är en bergstopp i Spanien, på gränsen till Frankrike.   Den ligger i provinsen Provincia de Huesca och regionen Aragonien, i den nordöstra delen av landet, 400 km nordost om huvudstaden Madrid. Toppen på Mesa de los Tres Reyes är 2 448 meter över havet, eller 527 meter över den omgivande terrängen. Bredden vid basen är 9,4 km.
Terrängen runt Mesa de los Tres Reyes är bergig norrut, men söderut är den kuperad. Runt Mesa de los Tres Reyes är det mycket glesbefolkat, med 3 invånare per kvadratkilometer. Närmaste större samhälle är Ansó, 19,7 km söder om Mesa de los Tres Reyes. Trakten runt Mesa de los Tres Reyes består till största delen av jordbruksmark.